# 韓国のサッカー選手一覧
韓国のサッカー選手一覧（かんこくのサッカーせんしゅいちらん）は、韓国出身のサッカー選手の一覧である。Category:韓国のサッカー選手も参照。
この項目はCategoryではないので、記事の無い選手については赤リンクや仮リンク、簡単な説明の併記なども可能。

## あ - お

### あ
- 安益秀
- 安ジェゴン
- 安ジェジュン
- 安貞桓
- 安スンイン
- 安成男
- 安ソンミン
- 安テウン
- 安顯植
- 安庸佑

### い
- 李林生
- 李仁植
- 李源在
- 李元植
- 李宇韺
- 李乙容
- 李雲在
- 李強
- 李官雨
- 李康珍
- 李康助
- 李康敏
- 李基珩
- 李圭魯
- 李京煥
- 李珖載
- 李根鎬
- 李根鎬
- 李桂林
- 李サビク
- 李相一
- 李相徳
- 李相暾
- 李尚浩
- 李相湖
- 李相憲
- 李相洪
- 李相敏
- 李相潤
- 李済圭
- 李宰誠

- 李指南
- 李ジノ
- 李彰剛 → り
- 李章洙
- 李俊基
- 李俊協
- 李俊永
- 李正遠
- 李正烈
- 李正秀
- 李正孝
- 李鐘和
- 李宗珉
- 李鍾民
- 李廷來
- 李受奐
- 李スルギ
- 李昇泰
- 李昇炫
- 李昇烈
- 李承烈
- 李世仁
- 李世周
- 李世煥
- 李城芸
- 李成宰
- 李城南 → ら
- 李聖敏
- イ・チソン
- 李治俊
- 李チャンウォン
- 李將寬
- 李昶勳

- 李チョルヒ
- 李天秀
- 李菁龍
- 李泰雨
- 李泰昊
- イ・テホ
- 李太永
- 李ドグォン
- 李到炯
- 李東遠
- 李同国
- 李東植
- 李東明
- 李ヒョニョン
- 李賢皓
- 李鉉雄
- 李ビョングン
- 李形像
- 李炫珍
- 李弦昇
- 李炫昌
- 李會擇
- 李訓
- 李浩
- 李虎
- 李鎬鎮
- 李昊乗
- 李範永
- 李明載
- 李明花
- イ・ミンギュ
- 李敏成
- 李潤旿
- 李裕灐

- 李允燮
- 李允杓
- 李如星
- 李曜漢
- 李鎔
- 李龍起
- 李永根
- 李勇載
- 李永鎭
- 李栄杓
- 李容來
- 李宛
- 李來俊
- 林相協
- 林宗垠
- 林忠炫
- 林炫佑
- 林虎
- 林裕煥

### う
- 元斗才

### お
- 呉源鐘
- 魚ギョンジュン
- 呉承範
- 吾昶食
- 呉哲錫
- 呉範錫
- 呉鳳鎭
- 温炳勲

## か - こ

### か
- 郭慶根
- 郭泰輝
- 姜求南
- 姜珍旭
- 康晋奎
- 姜準佑
- 姜政勲
- 姜修一
- 糠承調
- 康善圭
- 姜麟燁
- 姜喆
- 康斗豪
- 姜周光
- 姜冬求
- 姜曉一
- 姜鉉旭
- 姜敏壽
- 姜敏赫
- 姜潤求
- 康甬

### き
- 奇誠庸
- 奇賢舒
- 金利燮
- 金應鎭
- 金殷中
- 金五星
- 金基東
- 金敬春
- 金吉植
- 金光錫
- 金廣閔
- 金根煥
- 金根哲
- 金根培
- 金尚佑
- 金相植
- 金相鎬
- 金相綠
- 金在成
- 金鎭一
- 金志赫
- 金珍友
- 金鋳城
- 金周奐
- 金俊泰
- 金正友
- 金正謙
- 金正柱
- 金鐘天
- 金正男
- 金正賢

- 金鐘夫
- 金鐘勲
- 金珍圭
- 金鎮鉉
- 金眞賢
- 金信泳
- 金珍龍
- 金承奎
- 金承鉉
- 金承龍
- 金聖吉
- 金成根
- 金聖宰
- 金成煥
- 金善珉
- 金致佑
- 金致坤
- 金昌洙
- 金昌煕
- 金昌希
- 金彰薫
- 金泰成
- 金大儀
- 金大建
- 金泰鎭
- 金泰洙
- 金大桓
- 金太煥
- 金台潤
- 金泰映
- 金泰橪
- 金徒均

- 金都根
- 金斗炫
- 金度勲
- 金東權
- 金東圭
- 金東進
- 金東秀
- 金東錫
- 金東燮
- 金東燦
- 金南一
- 金バウ
- 金鶴範
- 金判根
- 金判坤
- 金漢潤
- 金孝日
- 金亨鎰
- 金賢官
- 金秉址
- 金鉉洙
- 金鉉洙
- 金秉析
- 金鉉錫
- 金炫成
- 金炳蔡
- キム・ヒョンボム
- 金炳延
- 金平錫
- 金平來
- 金豊柱
- 金海元
- 金海運

- 金皓
- 金甫炅
- 金鎬坤
- 金鎬俊
- 金號栄
- 金範容
- 金弘一
- 金奉吉
- 金奉兼
- 金民友
- 金民均
- 金敏植
- 金ミン洙
- 金旼弟
- 金明中
- 金旻準
- キム・ミンジュン (2005年生のサッカー選手)
- 金眠泰
- 金裕晋
- 金有美
- 金永基
- 金永光
- 金英根
- 金英權
- 金演健
- 金英三
- 金容植
- 金映伸
- 金永善
- 金泳徹
- 金龍泰
- 金龍大
- 金容熙
- 金榮貧
- 金泳厚
- 金英武
- 金栄憲
- 高正云

### く
- 具本赫
- 權永秦
- 權路案

### こ
- 高東民
- 權永秦
- 權英鎬

## さ - た
- 鄭寅權
- 鄭充根
- 鄭震浩
- 辛太漢
- 徐正源
- シン・ウォノ
- 薛琦鉉
- 宋鐘國
- 孫興民
- 崔淳鎬
- 崔成勇
- 崔炳吉
- 崔英一
- 崔龍洙
- 崔鍾德
- 崔圭伯
- 磪持赫
- 車ドゥリ
- 車範根
- 趙榮增
- 曺圭承
- 曹珉洙
- 鄭昇炫
- 全山海
- チョン・ハンチョル
- チョン・ウォンジェ

## な - わ
- 南泰煕
- 河錫舟
- 朴智星
- 朴成華
- 朴柱昊
- 朴主永
- 咸泳俊
- 韓承炯
- 韓昌柱
- 黄善洪
- 洪明甫
- 閔敬峻
- 閔盛俊
- 李縝奕
- 柳想鐵
- 庾ロモン
- 尹鉄晧